# La Mante, grande
La Mante, grande est une sculpture de Germaine Richier  en bronze patiné foncé,  réalisée en 11 exemplaires en 1946. Elle représente une femme insecte assise sur sa queue, ses deux bras repliés à hauteur de tête, terminés par deux longues mains à trois griffes, pendantes en avant. C'est la deuxième  sculpture de Germaine Richier  ayant pour sujet les femmes-insectes. Elle a été réalisée pratiquement en même temps que L'Araignée I, mais elle n'utilise pas de fils.

## Historique et Description
Elle a été réalisée la même année que L'Araignée I, et La Chauve-souris. Mais, alors que l'Araignée I comporte des fils, les deux autres n'en ont pas. 
Denys Chevalier la croyait inspirée de La Fourmi, ce que conteste Jean-Louis Prat  indiquant que chronologiquement, c'est impossible, La Fourmi datant de 1953. 
Revenant sur l'analyse de Denys Chevalier, Prat s'avise qu'elle  peut aussi être interprétée différemment si Chevalier parle de la fourmi en tant qu'insecte et non de la statue de 1953, car avec La Mante, grande, Germaine Richier se rapproche au plus près de la nature. Elle a demandé à René de Solier de lui ramener une mante de La Palud, près de Montpellier[Où ?]. Elle résume d'ailleurs sa démarche ainsi : « Toutes mes sculptures, même les plus imaginées,  partent toujours de quelque chose de vrai, d'une vérité organique… J'invente plus facilement en regardant la nature. » Cette citation  de l'artiste, par Françoise Guter, nièce de Germaine, figure dans le catalogue de l'exposition Germaine Richier au Musée d'art moderne Louisiana en 1988 .

## Le féminisme de Germaine Richier
La position naturellement verticale de la Mante se prête bien au monde des hybrides de l'artiste.  La voracité de l'insecte à l'égard des mâles en ont fait un étendard féministe ce qui a valu à l'œuvre de Germaine Richier un intéressant regain d'intérêt en Allemagne et auprès de la critique anglo-saxonne. Mais pas seulement la Mante : c'est dans toute l'œuvre de Richier que l'on a pu voir une démarche féministe .
Selon Sarah Wilson [le féminisme de Richier] « c'était aussi dans sa manière de vivre, après-guerre, à Saint-Germain-des-Prés, et à Montparnasse, les amies qu'elle fréquentait : Colette, Nathalie Sarraute et des figures importantes de la NRF , qui bousculaient les conventions, y compris celles de son second mari René  de Solier. »
Une des versions de La Mante, grande mise en vente en 2010 a été estimée entre 300 et 350 000€

### Livres
- Jean-Louis Prat, Germaine Richier, rétrospective, Saint-Paul-de-Vence, Fondation Maeght, 1996, 240 p. (ISBN 978-2-900923-13-9),  rétrospective du 5 avril au 18 juin 1996

### Articles
- Les étranges créatures de Germaine Richier enfin rassemblées par Geneviève Breerette[note 1], Le Monde, 17 avril 1996, p. 22 la page contient aussi un extrait d'entretien de César avec Alain Jouffroy sur Germaine Richier
- Sarah Wilson, Paris post war: in search of the absolute, édition Tate Gallery Londres, 1993,  238 p.   (ISBN 9781854371249).  —  Introduction  de Frances Morris.